# Рю, Анна
Анна Рю (нем. Anna Rüh; род. 17 июня 1993, Грайфсвальд, Мекленбург — Передняя Померания) — немецкая легкоатлетка, специалистка по метанию диска. Выступает за сборную Германии по лёгкой атлетике с 2010 года, чемпионка мира среди юниорок, чемпионка Европы среди молодёжи, многократная призёрка первенств национального значения, участница летних Олимпийских игр в Лондоне.

## Биография
Анна Рю родилась 17 июня 1993 года в Грайфсвальде, Германия.
Занималась лёгкой атлетикой в Нойбранденбурге и позже в Магдебурге, проходила подготовку под руководством тренеров Дитера Колларка и Армина Лемме.
Впервые заявила о себе на международном уровне в сезоне 2010 года, когда вошла в состав немецкой национальной сборной и выступила в метании диска на юниорском мировом первенстве в Монктоне.
В 2011 году на юниорском европейском первенстве в Таллине дважды поднималась на пьедестал почёта: получила серебро в метании диска и бронзу в толкании ядра.
В 2012 году в метании диска с личным рекордом 63,14 выиграла бронзовую медаль на чемпионате Германии в Бохуме, стала четвёртой на чемпионате Европы в Хельсинки (62,65), победила на юниорском мировом первенстве в Барселоне. Выполнив олимпийский квалификационный норматив (62,00), удостоилась права защищать честь страны на летних Олимпийских играх в Лондоне — в финале метания диска показала результат 61,36 метра, расположившись в итоговом протоколе на десятой строке.
На чемпионате Германии 2013 года в Ульме с результатом 63,79 была второй. На молодёжном европейском первенстве в Тампере метнула диск на 61,45 метра — тем самым превзошла всех соперниц и завоевала золотую медаль.
В 2014 году стала серебряной призёркой на Кубке Европы по зимним метаниям в Лейрии (63,21), взяла бронзу на чемпионате Германии в Ульме (62,94), заняла четвёртое место на чемпионате Европы в Цюрихе (62,46).
В мае 2015 года на домашних соревнованиях в Висбадене установила свой личный рекорд в метании диска — 66,14 метра, тогда как в июле с результатом 61,27 получила серебряную награду на молодёжном европейском первенстве в Таллине.
В 2017 году стала серебряной призёркой на чемпионате Германии в Эрфурте (62,17), выступила на чемпионате мира в Лондоне (60,78).
В 2018 году взяла бронзу на чемпионате Германии в Нюрнберге (62,65).
Замужем за известным немецким дискоболом Мартином Виригом, так же участвовавшим в лондонской Олимпиаде.